# Haniska (Košice)
Haniska é um município da Eslováquia, situado no distrito de Košice-okolie, na região de Košice. Tem 17,29 km² de área e sua população em 2018 foi estimada em 1.532 habitantes.

## Demografia
| Ano:        | 1994 | 2004   | 2014   | 2024   |
| ----------- | ---- | ------ | ------ | ------ |
| Broj ljudi: | 1323 | 1365   | 1474   | 1572   |
| Razlika:    |      | +3,17% | +7,98% | +6,64% |

| Ano:               | 2023 | 2024   |
| ------------------ | ---- | ------ |
| Número de pessoas: | 1557 | 1572   |
| Diferença:         |      | +0,96% |